# 千里愛風
千里 愛風（せんり まなか、1979年10月4日 - ）は、日本の歌手である。福岡県出身。所属レコード会社はavex trax。身長159cm、血液型O型。

## 人物・来歴
名前の由来には「“千里”にわたって“愛”の“風”を届ける」という願いが込められている。
本気で「歌手になりたい」と思ったのは『天使にラブ・ソングを2』のローリン・ヒルを見て。衝撃を受けた彼女はその勢いのみで、何のあてもつてもないニューヨークへ単身渡米、そこでボーカルレッスンを中心にダンスレッスンなどを受ける。
Jリーグ「ジュビロ磐田」のホームゲームでは、試合前にミニライブを行っている。

## ディスコグラフィ

### シングル
1. I LIKE THE WAY / 恋（2005年8月17日発売） 
オリコン初登場デイリー38位。デビューシングルながら左ページにチャートインし、その後も28位までランクアップ。ウィークリー46位。これらを作曲した作曲家BULGEは、島谷ひとみや安倍なつみの楽曲を手がけるヒットメーカーとして知られている。
※I LIKE THE WAY / テレビ東京「OUT★PUT」エンディングテーマ、恋 / 飯田産業CMソング
2. 鳥の歌 / PLACE（2007年4月11日発売）
鳥の歌 / アニマックス「獣装機攻ダンクーガノヴァ」オープニングテーマ、PLACE / 同エンディングテーマ
3. 虹（2008年7月8日発売）
作詞・作曲：小室哲哉 / ライブ会場・ジュビロ磐田オフィシャルショップ・通販限定発売

### アルバム
1. NEVER GONNA LET YOU GO （2006年4月12日発売）

## 出演

### テレビ番組
- OUT★PUT（テレビ東京）
- サッカー伝説（テレビ東京）
- Scene（テレビ東京）

### ラジオ番組
- 千里愛風 SUNDAY9（FM Nack5）